# Анастасија Брајовић
Анастасија Брајовић (Панчево, 13. август 1943. – Подгорица, 10. октобар 1995.) била је српска сликарка и педагошкиња.

## Биографија
Анастасија Брајовић је похађала уметнички курс у Шуматовачкој у Београду (1959–1960). Студирала је сликарство на Академији ликовних уметности у Београду (1960–1965), у класи професора Зорана Петровића.
Радила је као наставник на Педагошкој академији у Никшићу (1965–1968), у подгоричкој гимназији "Слободан Шкеровић" (1968–1976) и у основној школи „Сутјеска“ у Подгорици. Усавршавала се у Паризу, Бечу, Будимпешти, Напуљу, Риму, Фиренци и Венецији. Сликала је пејзаже, мртве природе, птице и портрете.

## Самосталне изложбе
- Титоград/Подгорица (1966, 1972, 1982, 1992, постхумно 1996);
- Херцег Нови (1972);
- Котор (1978);
- Ријека Црнојевића (1978);
- Сомбор, Апатин (1984);
- Кула (1985);
- Београд (1986);
- Свети Стефан (1987);
- Жанвилије (1990);
- Петровац (1988);
- Обервилије (1990);
- Париз (1990);
- Игало (1994);
- Жабљак (1995).

## Колективне изложбе
- Цетиње
- Тузла
- Суботица
- Титоград
- Битољ
- Копенхаген
- Анкара
- Каиро
- Александрија
- Тунис
- Клагенфурт
- Штутгарт
- Хамбург
- Манхајм
- Осло
- Кошице

## Уметнички стил
На пејзажима препознатљивих црногорских крајева или детаљима из природе изражавала се брзим потезом и пригушеном колоритном скалом блиских тонова или контрастима мирне површине акварелне суптилности са експресивно обрађеним партијама. На исти начин, од рационалног до експресивног израза, тумачила је мртве природе, посебно цвеће. У сликама мртвих природа са цвећем, била је изразити колориста.

## Најпознатије слике
- Аутопортрет, 1962.
- Суви локвањ, 1984.
- Камењар, 1986.
- Спушка главица, 1986.
- Орја Лука, 1986.
- Под Ловћеном, 1987.
- Панорама Будве, 1993.

## Награде
- Откупне награде Цетињског салона "Југословенска ликовна уметност 13. новембар“, Цетиње (1975);
- Откупне награде УЛУЦГ (1984);
- Друга награда на изложби "Уметници Титограда" (1985).[3]